# Ranská bahna
Ranská bahna byla národní přírodní rezervace ev. č. 1134 poblíž obce Krucemburk v okrese Havlíčkův Brod. Založena byla v roce 1904 a zrušena pak k 31. prosince 1999.
Důvodem ochrany byl unikátní systém prameništních a potočních jasanových olšin s typickou flórou a faunou.